# Thespiés (Béotie)
Thespiés, en grec moderne : Θεσπιές, est un village et un ancien dème du district régional de Béotie, en Grèce-Centrale. Depuis 2010, il est intégré au sein du dème d'Alíartos-Thespiés.
Selon le recensement de 2011, la population du dème compte 4 793 habitants tandis que celle du village compte 1 139 habitants.